# Tratalias
Tratalias is een gemeente in de Italiaanse provincie Zuid-Sardinië (regio Sardinië) en telt 1122 inwoners (31-12-2004). De oppervlakte bedraagt 31,0 km², de bevolkingsdichtheid is 36 inwoners per km².

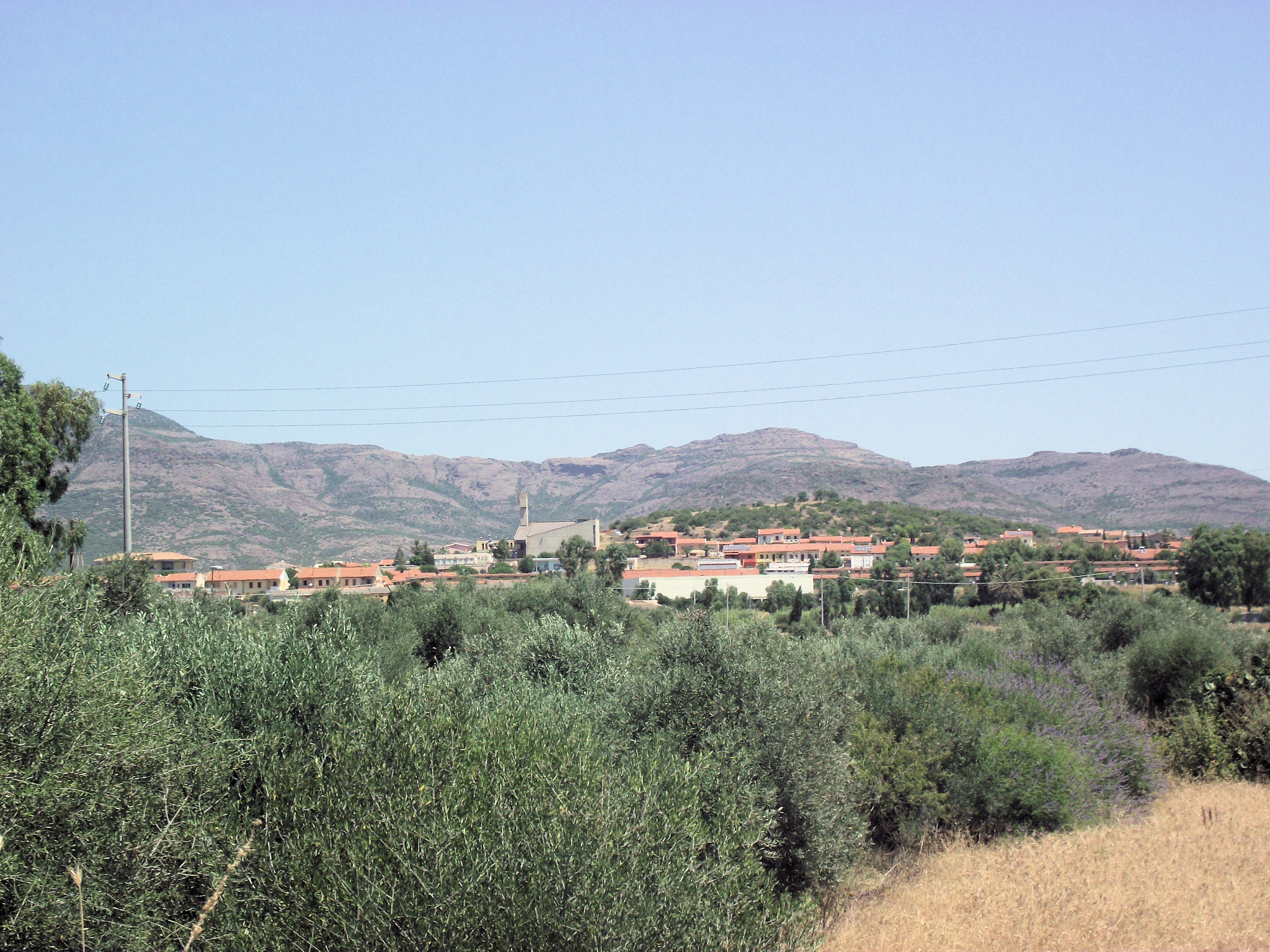
Tratalias Nuova
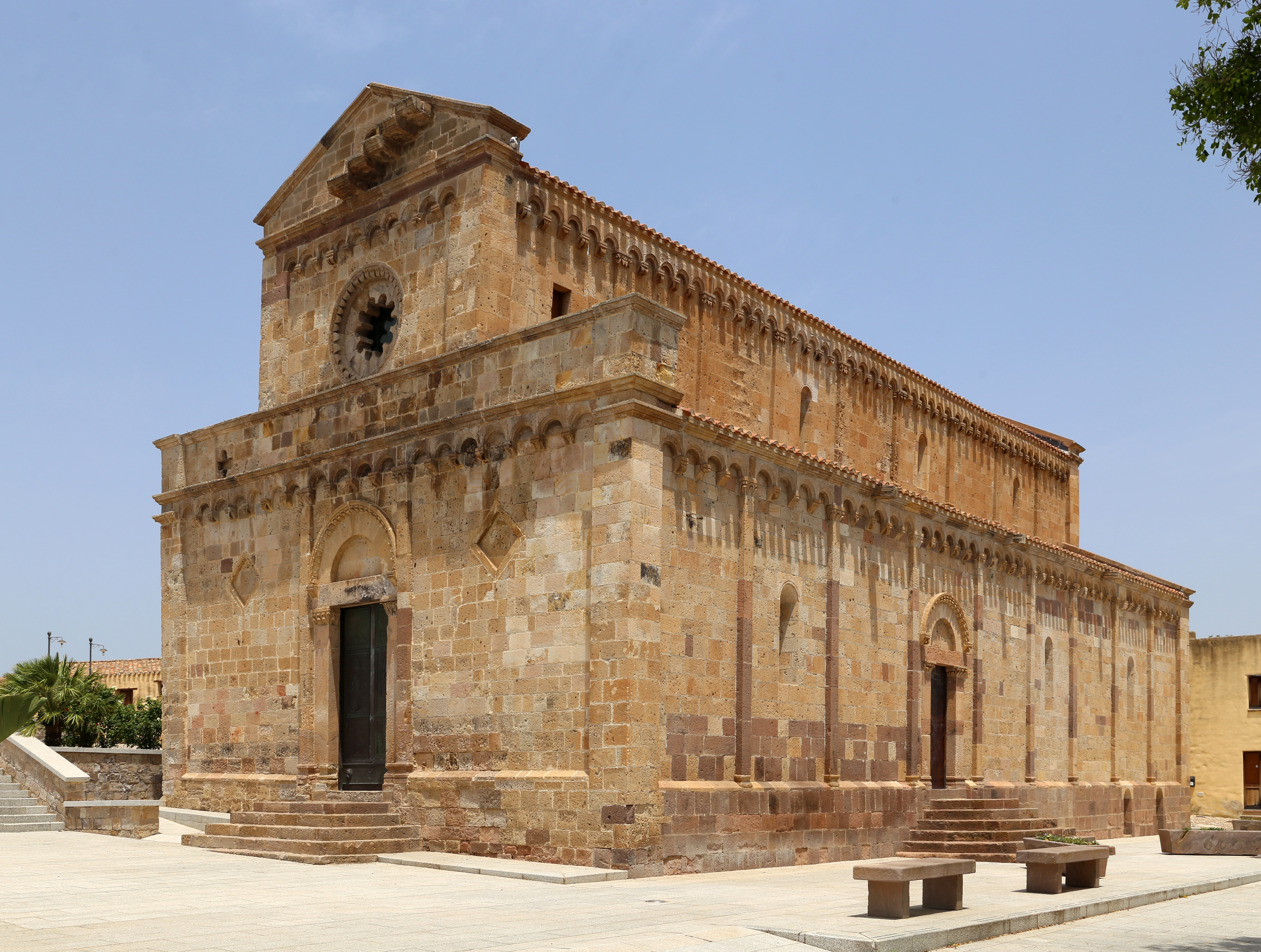
Kerk van Tratalias
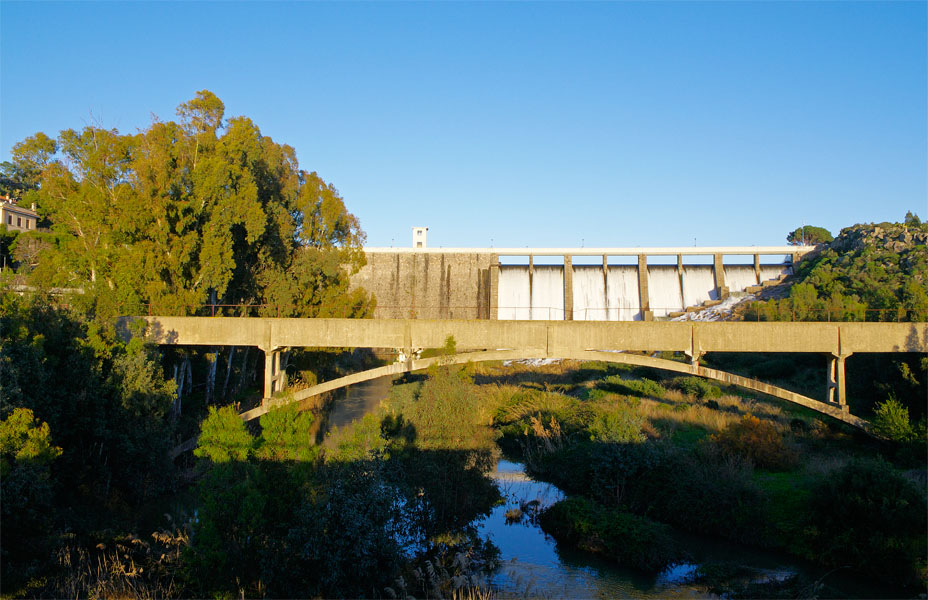
Monti Pranu

## Demografie
Tratalias telt ongeveer 407 huishoudens. Het aantal inwoners daalde in de periode 1991-2001 met 5,7% volgens cijfers uit de tienjaarlijkse volkstellingen van ISTAT.
| Jaar | Inwoneraantal |
| ---- | ------------- |
| 1991 | 1189          |
| 2001 | 1121          |

## Geografie
De gemeente ligt op ongeveer 17 m boven zeeniveau.
Tratalias grenst aan de volgende gemeenten: Carbonia, Giba, Perdaxius, Piscinas, San Giovanni Suergiu, Villaperuccio.
Buggerru · Calasetta · Carbonia · Carloforte · Domusnovas · Fluminimaggiore · Giba · Gonnesa · Iglesias · Masainas · Musei · Narcao · Nuxis · Perdaxius · Piscinas · Portoscuso · San Giovanni Suergiu · Sant'Anna Arresi · Sant'Antioco · Santadi · Tratalias · Villamassargia · Villaperuccio
1. ↑  https://demo.istat.it/?l=it.